# Marc Gagné
Pour les articles homonymes, voir Gagné.
Marc Gagné est écrivain, compositeur, ethnomusicologue, organiste (à l’église Notre-Dame-du-Perpétuel-Secours de Lévis, secteur de Charny) et professeur à la Faculté des Lettres de l’Université Laval. Il est né le 16 décembre 1939 à Saint-Joseph-de-Beauce (Québec). Il fait ses études secondaires chez les Frères Maristes. Très tôt il aborde la clarinette avec Magella Bouchard et le piano avec Mathias Paquet. Ultérieurement, il se consacrera  à l’orgue avec Jean-Marie Bussières, à la composition avec Jacques Hétu, à l’ethnologie avec Luc Lacourcière, Conrad Laforte et Roger Pinon ainsi qu’à l’ethnomusicologie avec Roger Matton. De plus, il obtient de l’Université Laval, en 1970, un doctorat en littérature québécoise pour une thèse portant sur l’œuvre de Gabrielle Roy. Il a été membre du c.a. du Conseil des Arts du Canada.

## Principales œuvres

### Littérature
- Visages de Gabrielle Roy, l’œuvre et l’écrivain, suivi de Jeux du romancier et des lecteurs (extraits) par Gabrielle Roy, Montréal, Librairie Beauchemin, 1973.
- Propos de Gilles Vigneault, Montréal, Nouvelles Éditions de l’Arc, 1974.
- Gilles Vigneault, Bibliographie descriptive et critique, discographie, filmographie, iconographie, chronologie, Québec, Les Presses de l’Université Laval, 1977.
- Menaud, Livret d’opéra, Montréal, Fides, 1987.
- Évangéline et Gabriel, livret d’opéra, Québec, Le Loup de Gouttière, 1994.
- Le Père Noël, la sorcière et l’enfant, livret d’opéra, Québec, Le Loup de Gouttière, 1996.
- Les Verdi, livret d’opéra, suivi de Réflexions marginales, parallèles ou perpendiculaires à cet opéra, Québec, Le Loup de gouttière, 1999.
- Héloïse et Abélard, suivi de Le loup de jouvence, livrets d’opéra, Québec, Le Loup de Gouttière, 2006.
- Te Deum de la Nouvelle-France (versions consacrées à Jacques Cartier, Samuel de Champlain, Paul de Chomedey de Maisonneuve, Monseigneur de Laval, Marie de l'Incarnation, Catherine de Saint-Augustin, Jeanne Mance, Marguerite Bourgeoys, Kateri Tekakwitha, les Saints martyrs canadiens), Québec, 2007.
- Souvenirs. D’hier et d’aujourd’hui. De quelques maîtres, suivi de Notes sur le folklore (et autres documents), Saint-Joseph-de-Beauce, Musée Marius-Barbeau, 2010.
- Rideaux sur Québec, ville de légendes, Quatre opéras sans musique ou courtes pièces de théâtre, Québec, Les Éditions GID, 2011. contenu : Madame de La Corriveau (rattaché à l'histoire de Marie-Josephte Corriveau), Québec ou Le diable à la rose de feu (inspiré de la légende de Rose Latulippe), Québec ou Deux solitudes à la une (inspiré de La Farce du cuvier) et Le corbeau et le renard... et le singe (inspiré de la fable Le Corbeau et le renard de La Fontaine)[2].

### Musique

#### Opéras
- Menaud, opéra en 3 actes et un prologue, livret du compositeur d'après le roman de Félix-Antoine Savard, Menaud, maître-draveur, (1985-1986).
- Évangéline et Gabriel, opéra en 2 actes, livret du compositeur partiellement inspiré d’Évangéline de H. W. Longfellow, (1987-1991).
- Les Verdi, opéra en 3 actes, livret du compositeur, version chant-piano, (1987-1999).
- Héloïse et Abélard, opéra en 8 scènes pour solistes, chœurs, deux pianos et orgue, livret du compositeur, version chant-piano, (2003).
- Le loup de jouvence, opéra en 6 scènes, livret du compositeur d’après le conte du Petit Chaperon rouge, version chant-piano, (2004).

#### Autres œuvres musicales
- Symphonie de chants paysans, pour chœur, soli et grand orchestre, (1977-1979).
- Le Père Noël, la sorcière et l'enfant, conte de Noël musical pour soprano solo, récitant, chœurs et orchestre de chambre, livret du compositeur inspiré du conte de la Chasse-galerie, (1996).
- Les chansons de la tourelle, cycle de douze mélodies sur des textes de Félix-Antoine Savard, extraits du recueil intitulé Le bouscueil, pour voix aiguë et piano.
- Trois chants patriotiques (Mon pays feu, mon pays froid ; Mon pays, c’est une maison ; Québec au flanc des Amériques (versions pour 1 voix et orgue et pour 4 vx mixtes et orgue).
- Messe du peuple de Dieu. I. Kyrie eleison ; II. Gloire à Dieu ; III. Alleluia ; IV. Je crois en Dieu ; V. Saint, saint, saint ; VI. Agneau de Dieu. Pour 4 voix mixtes et orgue ad libitum,  (1976 ; révision : 2003).
- Messe de Pâques (pour chœur à quatre voix mixtes) : Chant d’entrée (Ô fils, ô filles du Seigneur), Kyrie eleison, Gloire à Dieu, Alleluia, Sanctus, Anamnèse, Agneau de Dieu, Chant de communion : Pâques (4 versions), Allez dans la paix du Christ.
- Sept messes brèves nos 1 + 2 + 4 + 5 (pour une voix soliste ou chœur à l’unisson + orgue) : Seigneur, prends pitié, Gloire à Dieu, Acclamation, Sanctus, Anamnèse, Amen (doxologie), Notre Père, Agneau de Dieu. Messe brève no 3 (pour trois voix égales d’hommes et orgue) contenant des pièces dont les titres sont identiques à ceux des messes précédentes. Messe brève no 6 (Messe pour les défunts) (pour une voix soliste ou chœur à l’unisson + orgue) : Quand tu viendras (Chant d’entrée) (2 versions), Seigneur, prends pitié, Psaume : De Profundis, Acclamation, Saint, saint, saint, Anamnèse, Amen (doxologie), Agneau de Dieu, Seigneur, je m’endors (chant d’absoute), La prière (Brassens/Gagné) (Chant pour les signatures). Messe no 7 (« Pour Pâques »), titres identiques à ceux des messes précédentes sauf qu’ici, on trouve deux « Gloire à Dieu ».
- Messe pour Sophie (pour une voix ou chœur à l’unisson, trompette et orgue) : Chant d’entrée, Kyrie, Gloire à Dieu, Alleluia, Sanctus, Anamnèse, Amen, Notre Père, Agneau de Dieu.
- Messe pour Jacqueline (Transcription pour soprano et orgue des pièces destinées au chœur mixte de la « Messe solennelle pour le 275e anniversaire de Saint-Joseph-de-Beauce » (voir cette messe pour la liste des pièces.)
- Messe festive (pour le 125e anniversaire de Saint-Benoît-Labre (Beauce) (quatre voix mixtes et orgue) : Kyrie / Seigneur, prends pitié, Gloire à Dieu, Psaume, Alleluia (2 pièces), Saint, saint, saint, Anamnèse (2 pièces), Amen (Doxologie), Agneau de Dieu (2 pièces).
- Messe de la Trinité (Pour chœur à quatre voix mixtes et orgue ad libitum) : Kyrie, Gloire à Dieu, Alleluia, Sanctus, Anamnèse, Agneau de Dieu.
- Messe de la basilique (pour chœur à quatre voix égales d’hommes) : Kyrie / Seigneur, prends pitié, Gloire à Dieu, Acclamation, Saint, saint, saint, Anamnèse, Amen (Doxologie), Notre Père, Agneau de Dieu.
- Messe de l’Ascension (pour chœur à 4 voix mixtes) : Kyrie, Gloria, Alleluia, Sanctus, Anamnèse.
- Messe facile (F. Albrecht/Gagné) (pour chœur à 4 voix mixtes – ou 3 ou 2 – avec accompagnement d’orgue) : Seigneur, prends pitié, Gloire à Dieu, Saint, saint, Agneau de Dieu.
- Messe solennelle du 275 anniversaire de Saint-Joseph-de-Beauce (pour chœur à 4 voix mixtes) : Prélude (Orgue), Donne-nous, Seigneur (Chant d’entrée), Kyrie, Gloire à Dieu, Psaume, Acclamation, Interlude (Offertoire sur une chanson traditionnelle) (Orgue), Sanctus, Anamnèse, Doxologie, Notre Père, Agneau de Dieu, Dans chaque Eucharistie (Chant de communion), Postlude (Orgue). (Il existe, de cette messe, une version plus brève sous-titrée « Version 2015 : Rimouski).
- Messe « Il prit du pain » (Aussi appelée Messe « Le pain des anges » (Version I : pour chœur à quatre voix mixtes sans participation de l’assistance ; version 2 : pour chœur à quatre voix mixtes avec participation de l’assistance) : Chant d’entrée : Gloire à Jésus-Hostie, Kyrie, Gloire à Dieu, Offertoire : Voici le corps, Sanctus, Anamnèse, Amen (Doxologie), Notre Père, Agneau de Dieu, Chant de communion : Jésus prit du pain… Chant de sortie : Gloire à la Trinité
- Première messe sur des mélodies gospel (textes français et harmonisations de Marc Gagné). (Version 1 : pour une voix et orgue ; version 2 : pour chœur à quatre voix mixtes et orgue) : Chant d’entrée : Dans son temple, Il t’attend ; Kyrie (2 versions), Gloria, Acclamation (3 pièces), Sanctus (2 pièces), Anamnèse, Amen (Doxologie), Agneau de Dieu, Chant de communion : Ô grâce insigne, Chant de sortie : Seigneur, laisse-moi voir Ta face.
- Deuxième messe sur des mélodies gospel : Chant d’entrée : Mon Seigneur et mon Dieu, Seigneur, prends pitié, Gloire à Dieu, Acclamations (3 pièces), Sanctus, Anamnèse (2 pièces), Amen (2 pièces), Agneau de Dieu, Chant de communion : Quel ami, Chant de sortie : Tous ensemble, marchons.
- Troisième messe sur des mélodies gospel : Chant d’entrée : Le soleil s’est levé sur ton jour, Seigneur (Amazing Grace), Seigneur prends pitié (2 pièces), Acclamations (2 pièces), Gloire à Dieu, Sanctus (2 pièces), Anamnèse (2  pièces), Amen (2 versions), Agneau de Dieu, Chant de communion : Kumbaya, Chant de sortie : Gloire à Jésus ressuscité.
- Quatrième messe sur des mélodies gospel : Chant d’entrée : Foi de nos pères et mères, Seigneur, prends pitié, Gloire à Dieu, Chant d’offertoire : Chant sur les offrandes, Saint, saint, saint, Anamnèse, Amen (2 pièces), Agneau de Dieu (2 versions).
- Cinquième messe sur des mélodies gospel : Chant d’entrée : Que le Seigneur nous bénisse, Seigneur, prends pitié (2 versions), Gloire à Dieu, Alleluia (2 pièces), Saint, très saint (2 pièces), Anamnèse (3 pièces), Amen (2 pièces), Agneau de Dieu, Chants de communion (2 pièces) : I. Je suis un « pauvre diable », II. J’ai vu un homme. Chants de sortie (2 pièces) : I. Nous serons là (refrain à 2 voix), II. Que Dieu soit avec chacun de nous.
- Sixième messe sur des mélodies gospel : Chants d’entrée (2 pièces) : I. Jésus nous appelle, II. Je ne sais pourquoi… Mais je sais…, Gloire à Dieu, Alleluia (2 pièces) Chant d’offertoire (Seigneur, voici nos pauvres dons), Sanctus, Anamnèse (2 pièces), Amen (2 pièces), Notre Père, Agneau de Dieu, Chants de communion (2 pièces) : I. Que vers Toi montent nos voix, Seigneur, II. J’ai dans le cœur un chant étrange, Chants de sortie (5 pièces) : I. Hallelujah, nous ressusciterons !, II. Le cercle de famille, III. Nous comprendrons alors mieux les voies de Dieu, IV. Oh ! jour heureux, V. Il tient le monde entier dans ses mains.
- Messes d’artistes : vingt-trois recueils de chants religieux transcrits et/ou arrangés pour orgue et voix (ou autres instruments) par Marc Gagné
- Messe de la basilique (pour quatre voix égales). Kyrie ; Gloire à Dieu ; Acclamation ; Sanctus ; Anamnèse ; Amen (Doxologie) ; Notre Père ; Agneau de Dieu. (2015)
- Messes d’artistes : vingt-trois recueils de chants religieux transcrits et/ou arrangés pour orgue et voix (ou autres instruments) par Marc Gagné.
- Trois coups d’chœur. Québec ; Mon pays, c’est... ; Mon pays feu-froid. Pour 4 voix mixtes, (1995; révision : 2003).
- Petite suite en chansons. (Pour voix égales d’enfants) I. Au clair de la lune ; II. À la claire fontaine ; III. Isabeau s’y promène ; IV. Envoyons d’l’avant. (2003).
- Laudate Mariam (recueil de cantiques anciens consacrés à la sainte Vierge harmonisés pour une voix et orgue, de même que pour quatre voix mixtes et accompagnement d’orgue (Vers l’autel de Marie, Salut, brillante étoile, Ô ma reine, Laudate Mariam, Je mets ma confiance, J’irai la voir un jour, De concert avec les anges, C’est le mois de Marie, Avec les saints anges).
- Laudate Dominum (recueil de cantiques anciens consacrés à divers saints harmonisés pour une voix et orgue, de même que pour quatre voix mixtes et accompagnement d’orgue (Vive sainte Anne, Sous le firmament, Parle, commande, règne, Ô Jésus, doux et humble de cœur, Nous voulons Dieu, Noble époux de Marie, Mon Dieu, bénissez, Loué soit à tout moment, Le voici l’Agneau, Le ciel en est le prix, J’engageai ma promesse, Beau ciel, Aimable saint).
- Premier livre des gospels, (19 textes français avec accompagnement d’orgue (2013).
- Neuf recueils de pièces religieuses diverses (Auprès de toi, Hymne à la joie pascale, Le Seigneur des saisons, Gloire à Dieu, Tu fais don, Seigneur, je m’endors, L'étoile du bon Dieu, La mort est la porte de la vie, Prières de mon enfance La mort est la porte de la vie, Prières de mon enfance) harmonisées pour quatre voix mixtes et accompagnement d’orgue.
- Douze Te Deum (voir plus haut : section en littérature consacrée à des personnages historiques de la Nouvelle-France)
- Quatorze recueils intitulés Messes d’artistes consistant en la transcription pour une ou plusieurs voix et orgue (ou instrument et orgue) de pièces du répertoire religieux.
- Cérémonial pour orgue, (Suites pour les fêtes du Saint-Sacrement, de la Toussaint, de la Pentecôte et de la Transfiguration).
- Quatre livres de transcriptions pour orgue faites à partir de pièces connues du répertoire.
- Sept Livres d’orgue (pièces d’orgue inspirées de chansons de folklore francophones à thème religieux.  Livre I, Noël ; Livre II, tome 1 : L’Annonciation et l’Épiphanie ; Livre II, tome 2 : Le nouvel an ; Livre III, tome 1 : La Passion ; Livre III, tome 2 : La Passion et Pâques ; Livre IV, tome 1 : Saintes du Paradis ; Livre IV, tome 2 : Saints du Paradis ; Livre IV, tome 3 : Saints et saintes du Paradis ; Livre V, tome 1 : Vie pré-chrétienne ; Livre V, tome 2 : Vie chrétienne : de quelques sacrements et autres pratiques) ; Livre V, tome 3 : Vie chrétienne : des religieuses et de leurs couvents) ; Livre VI, tome 1 : « Jésus s’habille en pauvre » ; tome 2 « La fille qui fait la morte pour son honneur garder » ; Livre VI, tome 3 : La sainte Vierge ; Livre VI, tome 4: « Les miracles » ; Livre VI, tome 5 : « Miracles et… rêve ». Le livre VII, tome 1: « Le mal »
- Jeux à deux faces (sonate pour piano), (1976, révision : 2004).
- Sonate du roi Renaud, pour saxophone alto et piano, (1983).
- Chantons la chanson, (sonate en forme de variations pour solistes et chœur à voix mixtes a cappella sur des thèmes de chansons folkloriques francophones), (1976, révision : 2003).
- L'hiver (sonate pour cor et piano, en hommage à Gilles Vigneault), (1999, révision : 2003).
- L’automne (sonate pour clarinette et piano, en hommage à Claude Léveillée), (2005).
- Le printemps (sonate pour hautbois et piano, à la mémoire de Félix Leclerc), (2005).
- L’été (sonate pour flûte et piano, en hommage à Jean-Pierre Ferland), (2005).
- Sonate pour 2 clarinettes si b (« Les amoureux »), (2006).
- Concerto pour orchestre de chambre (Les dicts du lunanthrope), (1982).
- Symphonie-itinéraire (pour le retour de Jacques Cartier), (1983-1984).
- Le rossignol y chante (trio pour flûte, violoncelle et piano no 1, en hommage au folkloriste Marius Barbeau (1883-1969), (1999, révision : 2003).
- Au bois du rossignolet (trio pour flûte, violoncelle et piano no 2, en hommage au folkloriste Luc Lacourcière (1910-1989), (1999, révision : 2003).
- Enfantines (Trio pour clarinette, violoncelle et piano), (2006).
- Quatuor du Petit Chaperon rouge (quatuor de saxophones), (1981).
- Les rêveries d’un dormeur solitaire (quatuor de clarinettes – 3 cl. si b et 1 cl. basse – en forme de conte sans paroles) (2005).
- Les voyageurs (Quintette pour clarinette et quatuor à cordes), (2005-6).
- Vari-ânes et moulin-ations (pour marimba solo), (1983).

#### Ethnomusicologie
- C’est dans la Nouvelle France [coffret-livre], Montréal, Le Tamanoir, 1977.
- Chantons la chanson (1 livre et 2 CD) (en collaboration avec Monique Poulin), Québec, Les Presses de l’Université Laval, 1986.
- Collection de 2557 documents folkloriques (surtout des chansons) recueillis principalement dans la Beauce par Marc Gagné entre les années 1970 et 1980. Cette collection est déposée aux Archives de l’Université Laval et au Musée Marius-Barbeau de Saint-Joseph-de-Beauce (Qc).

Toutes les œuvres de Marc Gagné, publiées ou non publiées, sont déposées à la Bibliothèque générale de l’Université Laval, au Musée Marius-Barbeau de Saint-Joseph-de-Beauce (Qc) et/ou aux Archives nationales du Québec (Montréal).